# Ferrières-en-Gâtinais
Ferrières-en-Gâtinais – miejscowość i gmina we Francji, w Regionie Centralnym, w departamencie Loiret.
Według danych na rok 1990 gminę zamieszkiwało 2896 osób, a gęstość zaludnienia wynosiła 106 osób/km² (wśród 1842 gmin Centre, Ferrières-en-Gâtinais plasuje się na 120. miejscu pod względem liczby ludności, natomiast pod względem powierzchni na miejscu 410.).